# Az angolszász Anglia történelme
Anglia angolszász kori történelme az ország kora középkori történetét öleli fel a római uralom végétől és az angolszász királyságok létrejöttétől a normann hódításig (410–1066). Az 5. és 6. századot „Sötét Korként” is szokás említeni, ennek második felétől kezdett kialakulni a hét királyság (Northumbria, Mercia, East Anglia, Essex, Kent, Sussex és Wessex), amelyek rendjét jelentősen befolyásolta a 8. század végi viking hódítás, de uralmuk csak a normann hódítással hanyatlott le végleg.

## Bevándorlás és a királyságok létrejötte (400–600)
Rendkívül nehéz felállítani a rómaiak kivonulása és az angolszász királyságok létrejötte közötti időszak eseményeinek egyértelmű időrendjét. Az előbbi történetének Geoffrey of Monmouth általi lejegyzése a Historia Regum Britanniae-ben például nem tekinthető egyébnek középkori legendánál.
A római uralom utolsó évtizedeiből származó régészeti leletek a gazdasági hanyatlás egyértelmű bizonyítékai. Igen ritkák a 402 után vert pénzérmék. Amikor III. Constantinus az őt császárrá kikiáltó római helyőrség katonáival elhagyta a szigetet, lényegében véget ért a három és fél évszázados római uralom. 410-ben Honorius császár azt üzente a szigetlakóknak, hogy gondoskodjanak maguk a védelmükről, ennek ellenére azok még a század második felében is megkíséreltek (sikertelenül) segítséget kérni Aëtiustól a támadó germán törzsek ellen.
Számos – többé-kevésbé megalapozott – legenda övezi az angolszász törzsek Brit-szigetre érkezését. Három jelentősebb írott forrás számol be erről. Gildas De Excidio et Conquestu Britanniae (Britannia romlásáról) című, 540 körül keletkezett, vitatott munkája inkább az angol királyok kritikájával, semmint az események pontos rögzítésével foglalkozik. Beda Venerabilis már említett írása részben Gildas művének felhasználásával készült, és – bár új információkat is tartalmaz – hitelessége megkérdőjelezhető, mivel jóval az események után, a 8. században íródott. Ennél is későbbi a – részben Beda Venerabilisra alapozó – Angolszász krónika, amely főleg a Wessex alapítására vonatkozó legendákkal járul hozzá a korábbiakhoz.
Az írott forrásokat kiegészítik régészeti és nyelvészeti bizonyítékok. Érdekes, hogy a keleti Kenti Királyság, Bernicia, Deira és Lindsey királyságai kelta nevet viseltek, ami politikai folytonosságra utal. Ezzel szemben a nyugati fekvésű Wessex és Mercia kevéssé feleltethetők meg a korábbi területi egységeknek. A temetkezési szokások és a földhasználat jellegzetességeinek régészeti vizsgálata lehetővé teszi az angolszász betelepülés folyamatának feltárását (bár lehetséges, hogy a britonok átvették a hódítók szokásait). Egy Abingdon mellett feltárt temetőből előkerült maradványok vizsgálata arra mutat, hogy a jövevények és az őslakosok egymás mellett éltek. Élénk tudományos viták tárgya, hogy az angolszászok vajon kiszorították a britonokat, vagy összeolvadtak velük.
A britonok már a 4. századtól nagy számban vándoroltak ki Gallia északnyugati részébe (amely róluk kapta a Bretagne nevet), illetve esetleg az Ibériai-félszigetre. Ez, és az angolszászoknak a szigetre települése a népvándorlás részeként zajlott le.  Újabb genetikai kutatások ellentmondani látszanak a betelepülő germánok létszámára vonatkozó korábbi nézeteknek: azt az elképzelést, hogy a nagymérvű migráció döntő változásokat okozott volna a britonok genetikai állományában, a régészek mára már megcáfolták. Az angol nép kialakulásában az egyik legfontosabb időszak kétségtelenül az angolszászok bejövetele volt. Számuk azonban mindössze 10–25 ezer lehetett, túl kevés ahhoz, hogy kiszorítsák az előttük már ott élőket. A leletekből az is kiderül, hogy a többségben lévő briton lakosságot politikailag egy kisebbségben lévő népcsoport irányította. A korszakban alapvető kulturális változások zajlottak le, például az etnikai identitásban, a népesség génállománya azonban nem, vagy csak alig változott meg.
Bár nincs bizonyosság sem a helyet, sem az időt, sem a részt vevő személyeket illetően, úgy tűnik, 495-ben a Badon-hegyi csatában a britonok súlyos vereséget mértek az angolszászokra, aminek hatására az utóbbiak betelepülése egy időre megtorpant.

## A hét királyság és a kereszténység elterjedése (600–800)

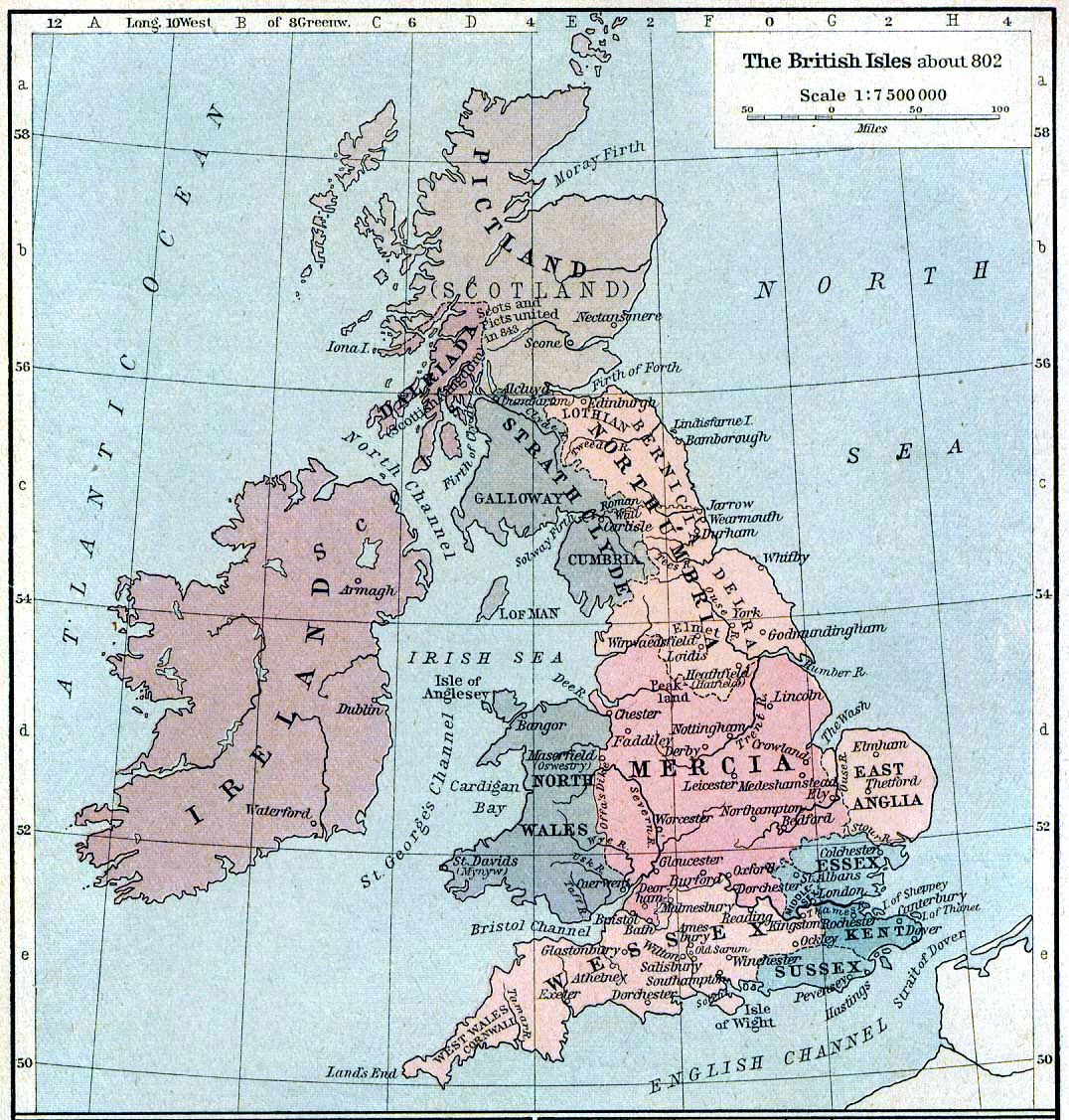
A Brit-szigetek 800 körül.

Az angolszász törzsek 600-tól kezdve vették fel a kereszténységet, amely két irányból jutott el hozzájuk: északnyugatról, a kelta keresztények révén, illetve a kontinens felől. Az első canterburyi érsek, Ágoston 597-ben foglalta el a hivatalát. 601-ben ő keresztelte meg az első keresztény angolszász királyt, Kenti Æthelberhtet. Az utolsó pogány angolszász uralkodó, Penda, Mercia királya 655-ben halt meg. A 8. század során az angolszász misszionáriusok már kiemelkedő szerepet játszottak a Frank Birodalom keresztény hitre térítésében.
A 7. és 8. századot a nagyobb királyságok hegemóniáért folytatott harca jellemezte. Beda Venerabilis szerint a 6. század végén Æthelberht volt a legerősebb uralkodó, ám később a vezető szerepet a Bernicia és Deira egyesüléséből létrejött Northumbria szerezte meg. Eadwine northumbriai király valószínűleg uralta Nagy-Britannia nagy részét (figyelembe kell azonban venni Beda Northumbria iránti elfogultságát). Ismétlődő örökösödési problémák miatt Northumbria vezető szerepe nem volt folyamatos, és Mercia tartósan komoly vetélytársa maradt, különösen Penda uralkodása alatt. Két vereség (a trenti csata (679) Mercia ellen és a nechtanesmere-i csata (685) a piktek ellen) azonban mindörökre véget vetett Northumbria dominanciájának.
A 8. század legnagyobb része az úgynevezett – Northumbriáéhoz hasonlóan nem folyamatos – „merciai fennhatóság” időszaka. Æthelbald és Offa, a két legjelentősebb uralkodó komoly hatalomra tett szert, Offát maga Nagy Károly ismerte el Dél-Britannia urának. Hatalma csúcsán Offa sáncot építtetett országa nyugati határán a walesi kelta törzsek elleni védelem céljából. Wessex megerősödése és a többi kisebb királyság azonban folyamatosan kordában tartotta Mercia hatalmát, amely a század végére lehanyatlott.
Bár ezt az időszakot Heptarchiaként (a hét királyság uralma) szokás emlegetni, valójában több más állam is fontos politikai szerepet játszott ekkoriban, úgymint Hwicce, Magonsaete, Lindsey és Middle Anglia, illetve a nem angolszász királyságok közül például Strathclyde és Rheged.

## A viking támadások és Wessex felemelkedése (9. század)
Lásd még: Danelaw
Az Angolszász krónika szerint az első (feljegyzett) viking támadás a lindisfarne-i kolostor kifosztása volt 793-ban. Szinte bizonyos azonban, hogy a vikingek ekkoriban már megtelepedtek a Shetland és az Orkney-szigeteken, így valószínű, hogy ezt megelőzően is több támadás történt. A vikingek beözönlése alapvetően átrendezte a sziget politikai és társadalmi képét. Mire Nagy Alfrédnak 878-ban Edingtonnál sikerült legyőznie őket és megállítani előrenyomulásukat, a valaha legjelentősebb két királyság, Northumbria és Mercia már nagyrészt uralmuk alá került, és East Anglia sem volt többé angolszász állam. A vikingek hasonló hatással voltak a szigetek kelta királyságaira is, és szerepük meghatározó volt Alba királysága létrejöttében, amely a későbbi skót állam magját alkotta.
A fosztogatások időszakát követően a vikingek növekvő számban telepedtek le Nagy-Britanniában. Az ennek nyomán kialakuló kereskedelmi és kulturális kapcsolatok révén nyelvük számos eleme beépült az angol nyelvbe, alapvető szókincsének nem kis részét alkotva a mai napig. Sok település neve ugyancsak tőlük származik.
A 9. század meghatározó fejleménye volt Wessex megerősödése: bár hatalma erősen ingadozott, Nagy Alfréd uralkodásának végére (899) a nyugati szász királyság uralma alá hajtotta Kentet és Sussexet, döntő befolyása volt Cornwallra, és hűbéreseként tarthatta számon dél-wales több királyságának uralkodóját és Mercia maradék (nyugati) részét, amelynek királya Ethelred, Nagy Alfréd veje volt.

## Anglia kialakulása (10. század)
Nagy Alfréd halála után fia, I. (Idősebb) Eduárd, sógorával, a Merciában uralkodó Æthelreddel szövetségben folytatta apja terjeszkedési politikáját a vikingek rovására. Ethelred halála után felesége (Eduárd testvére) szerezte meg a hatalmat Merciában, ami lehetővé tette, hogy Eduárd fia, Athelstan erős pozíciókat építsen ki a merciai udvarban, és apja halála után uralma alatt egyesítse a két királyságot.
Ezzel olyan hatalom birtokába jutott, amely lehetővé tette, hogy – tovább terjeszkedve – az első király legyen, aki a mai Angliával lényegében megegyező terület urának mondhatta magát. Ezt az oklevelein és pénzein használt címek is alátámasztják. A hatalom kiterjesztéséhez és megszilárdításához vezető út döntő állomása volt a 937-ben megvívott brunanburhi csata, amelyben legyőzte az ellene felvonult egyesült skót–viking sereget.
Uralma azonban nem bizonyult tartósnak, és testvérei I. Edmund, Eadred és unokaöccse, Eadwig uralkodása alatt az ország több részre szakadt. Végül Edmund másik fia, I. Edgár király állította helyre és szilárdította meg nagyapja királyságát.
A 10. században jelentős változások zajlottak Nyugat-Európában. A Karolingok uralma lehanyatlott, helyüket a birodalom keleti felében egy szász dinasztia, nyugaton pedig a Capetingek vették át. Az Angol Királyság a kor egyik legfejlettebb állama volt a pénzverést és a királyi hatalom kiterjedtségét tekintve egyaránt.

## Anglia a dánok alatt és a normann hódítás (978–1066)

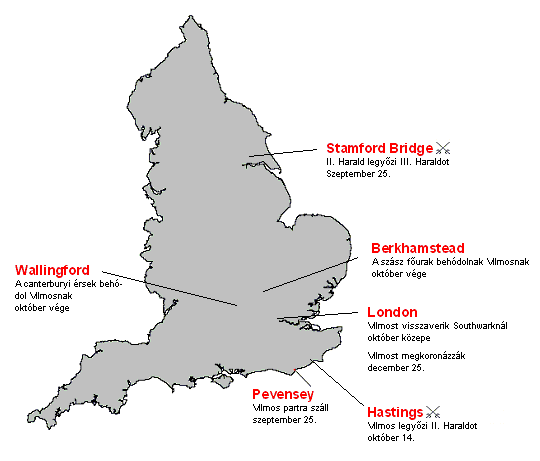
Az 1066-os év fontosabb eseményei

II. Ethelred uralkodása hosszúra nyúlt ugyan (978–1013), ám végül I. Svend dán király elragadta tőle a hatalmat. Bár annak halála után rövid időre még sikerült visszaszereznie, fia, II. Edmund röviddel megkoronázása után meghalt, lehetővé téve, hogy Svend fia, Nagy Kanut Anglia királya és (később) egy, az egész Északi-tengert körülölelő birodalom ura legyen. Valószínű, hogy az ezt követő időszak volt a legjelentősebb a viking kultúra Angliára gyakorolt hatását illetően.
A 11. század első felében az Anglia feletti uralmat váltakozva birtokolták Ethelred és Knut leszármazottai. Ez vezetett oda, hogy 1066-ban, III. (Hitvalló) Eduárd halála után számos trónkövetelő lépett fel. Közülük II. Haroldot koronázták meg, akit valószínűleg maga Eduárd jelölt ki utódául a halálos ágyán. A további trónkövetelők között szerepelt Vilmos, Normandia hercege, III. Harald norvég király és II. (Trónörökös) Edgar, aki – bár első volt az örökösödési rangsorban – kiskorú lévén nem játszott érdemi szerepet az eseményekben.
Mindezek következtében Harald és Vilmos is sereggel szállt partra 1066-ban. II. Harold az előbbit legyőzte a Stamford Bridge-i csatában, az utóbbi ellen vívott hastingsi csatában viszont életét vesztette. Bár Vilmos, akit karácsonykor megkoronáztak, jelentős erőfeszítéseket tett uralma megszilárdítására, azt folyamatosan megújuló fenyegetések érték, különösen az északi országrészben (Northumbria).

## Fordítás
- Ez a szócikk részben vagy egészben  a   History of Anglo-Saxon England című angol Wikipédia-szócikk ezen változatának fordításán alapul.  Az eredeti cikk szerkesztőit annak laptörténete sorolja fel. Ez a jelzés csupán a megfogalmazás eredetét és a szerzői jogokat jelzi, nem szolgál a cikkben szereplő információk forrásmegjelöléseként.